# Шепетівський район (1923—2020)
Шепеті́вський район (до 1930 року — Судилківський) — колишній район в Україні, на півночі Хмельницької області. Існував протягом 1923—2020 років і був ліквідований під час Адміністративно-територіальної реформи в Україні. Центр — місто Шепетівка, яке, знаходившись в статусі міста обласного підпорядкування, не входило до складу району.
Район межує на північному сході із Житомирською областю (Баранівський район), на північному заході зі Славутським, на сході з Полонським, на півдні із Старокостянтинівським, на заході з Ізяславським та Славутським районами Хмельницької області.
Населення району становить 35 551 особу (2010, 36 800 в 2008, 40 882 в 2007).

## Географія
Загальна площа району становить 1162 км². Сільськогосподарських угідь — 72,2 тис. га, серед яких рілля — 52,2 тис. га. Ліси займають 35,5 тис. га.
Територією району протікають річки Білка, Гуска, Дружня, Корчик, Лизнівка, Поганка, Скрипівка, Смолка, Хомора, Хоморець, Цвітоха, Цмівка.

### Корисні копалини
Район має значні поклади граніту, вапняку, глини, піску. В кінці 1980-х років в районі відкриті унікальні за якістю та запасами Городнявське та Судимонтське родовище графіту (Городнявка, Судимонт), запасів якого достатньо на 70 років (див. також Буртинське графітове родовище, Полонський район).

### Цілющі джерела
На Шепетівщині б'є багато цілющих джерел. Серед них:
- Джерело села Красносілка
- Джерело села Корчик
- Джерело села Лотівка
- Джерело села Ленківці
- Ленковецька вода «Поляна Подільська»

### Регіональний ландшафтний парк «Мальованка».
Оригінальною пам'яткою природи загальнодержавного значення на Шепетівщині є регіональний ландшафтний парк «Мальованка», який простягнувся із заходу від залізниці Шепетівка-Коростень на схід до м. Полонне неширокою смугою (до 9 км завширшки) і займає площу близько 16 тис.га. На його території переважає відносно незмінений природний ландшафт.
Велика заболоченість території, переважання на ній вологих лісів, незначна родючість ґрунтів, придатних до сільськогосподарського освоєння, суттєво обмежили вплив людини на цю територію. На території парку виявлено лісовий, лучний та болотний типи рослинності, фрагментарно представлена водна рослинність. Серед лісів парку є як хвойні, так і широколистяні, серед яких найбільшу площу займають дубові ліси-вологі у плескатих зниженнях.
Луки є важливою частиною ландшафту парку. Особливо значні площі займають вони у західній частині парку між селами Мальованкою та Савичі, а також в південній частині парку біля села Поляни.
Дуже різноманітними в парку є болота і озера. Тут неначе зібрані різні типи боліт Малого Полісся, хоча значних площ в парку болота не займають. Біологічне різноманіття, багатство рослинності, в тому числі різних типів лісу, обумовлюють різноманітний склад і високу чисельність тваринного населення.
На території парку є 6 природно-заповідних територій. Це лісовий заказник «Полонський» площею 911 га, гідрологічні заказники: «Мальованський» (107га), «Савицький» (56га) та «Горіле болото» (54га); ботанічний заказник «Русалчині поляни» (60га), пам'ятка природи «Дуб черешчатий» (21га), а також вольєр для диких свиней (6га).
Лісовий заказник «Полонський», створений у 1990 році, є найбільшою природно-заповідною територією парку. Це великий лісовий масив, розташований на північ від річки Дружня на землях Полонського та Мальованського лісництв.
Ботанічний заказник «Русалчині поляни» знаходиться на півдні села Мальованка. Це три лісові озера серед лісу з мальовничими галявинами.
Заказник є однією з найбільш мальовничих територій Полісся. Гідрологічний заказник «Мальованський» розміщений на північ від села Мальованка, в мішаному лісі. Гідрологічний заказник «Савицький» включає озеро, лісовий і болотний масиви, що прилягають до озера. Цей масив живить річку Цвітоху, в районі села Савичі.
Пам'ятка природи «Дуб черешчатий» охороняється, як цінна ділянка старого дубового лісу. Парк став екологічною базою для наукових досліджень з питань екології та охорони біорізноманіття Малого Полісся. Його основна мета — виробити у людей, насамперед у молоді, бажання пізнати рідну природу і зберегти її.

## Природно-заповідний фонд

### Ботанічні заказники
Шундерова Дача.

### Гідрологічні заказники
Купинський.

### Загальнозоологічні заказники
Лизнявський.

### Орнітологічні заказники
Червоноцвітський.

### Ботанічні пам'ятки природи
Вербовецькі дуби, Дуб черешчатий, Липова алея, Модрина європейська, кв. 18, Модрина європейська, кв. 19, Модрина європейська, кв. 25, Модрина європейська, кв. 60, Огрудок, Сосна Веймутова, Ялина звичайна.

### Геологічні пам'ятки природи
Вапняк-ракушняк пересічений жилами кальциту, Пегматидна жила, Розріз мігматитів і гнейсів, Судилківські граніти, Хоморські граніти.

### Регіональні ландшафтні парки
Мальованка.

## Історія
Шепетівський район був створений російськими більшовиками на основі трьох волостей окупованого  Заславського повіту Волинської губернії УНР в 1923 році. Згодом, в результаті адміністративних реформ, район входить до складу Вінницької області (з 1932 року), а в 1937 році — до Кам'янець-Подільської, яка в 1954 році була перейменована на Хмельницьку.
05.02.1965 Указом Президії Верховної Ради Української РСР передано сільради: Городнявську та Дубіївську Славутського району до складу Шепетівського району.

## Адміністративний поділ
На території району було розташовано 69 населених пунктів, з яких одне селище міського типу Гриців. За адміністративним устроєм район поділявся на 22 сільські і 1 селищну раду.
Функції органів влади в районі виконували:
- виконавча — районна державна адміністрація — м. Шепетівка, вул. Героїв Небесної Сотні, 47;
- представницька — районна рада — м. Шепетівка, вул. Героїв Небесної Сотні, 47.

## Господарство

### Сільське господарство
Шепетівський район — аграрно-промисловий. В галузі рослинництва район спеціалізується на вирощуванні зернових культур, цукрових буряків та інших сільськогосподарських культур. Тваринницька галузь має в основному, молочно-м'ясний напрямок. Суміжними сферами спеціалізації є лісове господарство, борошномельне та комбікормове виробництво.

### Промисловість
На території району діють такі підприємства як ВАТ «Майдан-Вильський комбінат вогнетривів», ТОВ «Шепетівський гранкар'єр», Державне підприємство «Шепетівський ветсанзавод», підприємство Шепетівської виправної колонії № 98, ДП «Украпаркет».

### Засоби комунікації
Діє міська телефонна станція на 998 апарати. Сільських телефонних станцій — 26 (3629 апаратів). Вишок мобільного зав'язку — 7.
Діє 26 сільських поштових закладів та одна у селищі Гриців.

### Житлово-комунальне господарство
В районі 13 сільських населених пунктів частково забезпечено централізованим водопостачанням (Плесна, Жиленці, Серединці, Михайлючка, Цмівка, В.Шкарівка, Мокіївці, Білокриниччя, Пліщин, Коськів, Городище, Сульжин, Гриців).
Централізоване газопостачання району здійснює ВАТ «Шепетівкагаз». В районі газифіковано 15 населених пунктів (Михайлючка, Хутір, Романів, Корчик, Судилків, Білокриниччя, Лозичне, Хролин, Траулин, Городище, Красносілка, Пашуки, Лотівка, Саверці, Гриців).
Електропостачанням населення забезпечене на 100 %.
Джерелами водопостачання населення району є громадські та індивідуальні криниці, комунальні, сільські та відомчі водопроводи. Послуги з централізованого водовідведення надає Грицівське комунальне підприємство «Аква» в селищі Гриців. Протяжність головного колектора становить 7 км, налічується 3 КНС, потужність очисних споруд — 700 м³, прийнято на очисні споруди 11,5 тис. м³/рік .
На території району на площі в 13,7 га розташовано 43 звалища твердих побутових відходів.

## Транспорт

Схема розташування залізниць

Схема розташування автодоріг

### Залізниці
Територією Шепетівського району проходять 4 залізничні лінії, на яких розташовані 5 станцій та 8 платформ:
- Шепетівка — Новоград-Волинський — станція Майдан-Вила, платформа Купине
- Шепетівка — Полонне — станція Хролин, платформи Судилків, Ватутіне, Новичі, Поляни
- Шепетівка — Старокостянтинів — станції Шепетівка-Подільська, Чотирбоки, платформи Пашуки, Вербівці
- Шепетівка — Славута — станція Шепетівка
- Шепетівка — Ізяслав — платформа Жилинці

### Автодороги
Район розташований за 129 км від обласного центру та за 300 км від столиці держави м. Києва. Всі населені пункти сполучені між собою дорогами з твердим покриттям і охоплені автобусним сполученням. Загальна протяжність автодоріг 426 км, щільність — 0,01 км.
Загальний відсоток охоплення сіл та смт. Гриців автобусним сполученням становить 97.1 відсотки, тобто із 69 населених пунктів району автобусне сполучення мають 67. В сільській місцевості працює 25 автобусних маршрути.
Загальна протяжність автомобільних доріг в районі:
- 643 км — комунальної власності
- 294 км — підвідомчі дороги

## Соціальна сфера

### Спортивне життя
В районі діють 32 спортивні колективи. Спортивна база налічує 14 футбольних полів, 17 спортивних майданчиків, 2 стадіони, 59 спортивних майданчиків, 26 спортивних залів, 14 стрілецьких тирів, 21 приміщення фізкультурно-оздоровчих занять. Діє громадське об'єднання — Клуб фізичної та психологічної реабілітації інвалідів «Доля». Протягом 2008 року проведено та узято участь в 40 змаганнях та спортивних заходах. В районі підготовлено 14 кандидатів в майстри спорту, 13 спортсменів І спортивного розряду, 310 спортсменів ІІ та ІІІ юнацьких розрядів.
Команди Шепетівщини брали участь в міжнародних та всеукраїнських змаганнях:
- чемпіонат та Кубок України з легкої атлетики в містах Ялта та Київ;
- чемпіонат України з боксу серед юнаків в місті Керч, де вибороли призове місце;
- турнір з боксу в місті Моршин «Кубок Карпат», в якому брали участь спортсмени з 20 країн, де вихованець районної ДЮСШ посів І місце;
- відкритий Кубок України з козацького двобою у місті Дніпро.

За підсумками ІІІ літніх спортивних ігор Хмельницької області спортсмени району посіли ІІІ місце.

### Світлиця «Віри, Надії, Любові»
Світлиця «Віри, Надії, Любові» почала працювати при центральній районній бібліотеці ім. Коцюбинського в 2010 році, як місцевий осередок, від Хмельницької обласної громадської організації Фонд Сталого Розвитку «Стара Волинь».
Мета — реалізація проектів, які спрямовані на задоволення культурних і духовних потреб громадян, презентації творчості самобутніх місцевих талантів.
До світлиці увійшли:
- — літературно-мистецька студія «Доля», яка діє при бібліотеці з 2000 року, об'єднує самобутніх поетів, яку очолює Віра Кухарук;
- — літературно-мистецьке об'єднання «Відродження», яке об'єднує любителів пісенного співу і яке очолює директор РЦБС, заслужений працівник культури України Любов Бурова;
- — об'єднання «Мистецька палітра», яке об'єднує художників та любителів образотворчого мистецтва і яку очолює художниця Надія Елеон.

### Об'єднання «Родинний дім».
В 2001 році в центральній бібліотеці та у 18 бібліотеках системи було створено родинні об'єднання, які були результатами багаторічної співпраці працівників бібліотек системи та працівників центру Соціальної служби для молоді та відділу у справах сім'ї та молоді райдержадміністрації.
Мета об'єднання — зберегти сімейно-побутові традиції, свята, культуру українського народу, пропагувати сімейні цінності, об'єднати сім'ю, навчити поважати батьків, старше покоління, родичів, дітей, відродити родинно-побутову культуру українського народу.
На сьогодні в районі працює 26 «Родинних домів», які об'єднують 287 родин.

## Політика
25 травня 2014 року відбулися Президентські вибори України. У межах Шепетівського району були створені 63 виборчі дільниці. Явка на виборах складала — 71,40 % (проголосували 19 253 із 26 964 виборців). Найбільшу кількість голосів отримав Петро Порошенко — 55,59 % (10 703 виборців); Юлія Тимошенко — 20,42 % (3 932 виборців), Олег Ляшко — 11,99 % (2 309 виборців), Анатолій Гриценко — 3,49 % (671 виборців). Решта кандидатів набрали меншу кількість голосів. Кількість недійсних або зіпсованих бюлетенів — 1,28 %.

## Пам'ятки
У Шепетівському районі Хмельницької області згідно з даними управління культури, туризму і курортів Хмельницької облдержадміністрації перебуває 56 пам'яток історії. З них 55 увічнюють пам'ять переможців радянсько-німецькій війни.

## Персоналії
Серед відомих земляків району професор-ґрунтознавець Д. Віленський, а також Герої Радянського Союзу П. Бабак, С. Климович, С. Костров, В. Котик, І. Поліщук, Г. Рабоволюк, У. Швець.